# Landtbruks-Tidningen
Landtbruks-Tidningen var en tidig veckotidning i Sverige, vilken gavs ut i Stockholm 1815-17.
Landtbruks-Tidningen gavs ut av språkmannen och lanthushållaren Sven Brisman. Han fick utgivningsbevis tör tidskriften i juni 1814. För tidningen söktes  också i oktober 1815 hos Kungl. Maj:t om portofrihet av samma slag som fanns för den officiella Post- & Inrikes Tidningar. Efter två år kom nekande svar i oktober 1817 och utgivningen upphörde julafton 1817.
Innehållet i Landtbruks-Tidningen var av samma slag som i Svens Brismans tidigare tidningsföretag Economisk tidning för Westergötland 1811-13. Tidningen ägnade utrymmer åt jordbrukstekniska frågor, handaslöjder samt nationalekonomiska frågor. Bland annat dokumenterade tidningen de tidiga försök med ångfartyg i Sverige som Samuel Owen genomförde i Stockholm.